# Rory Sabbatini

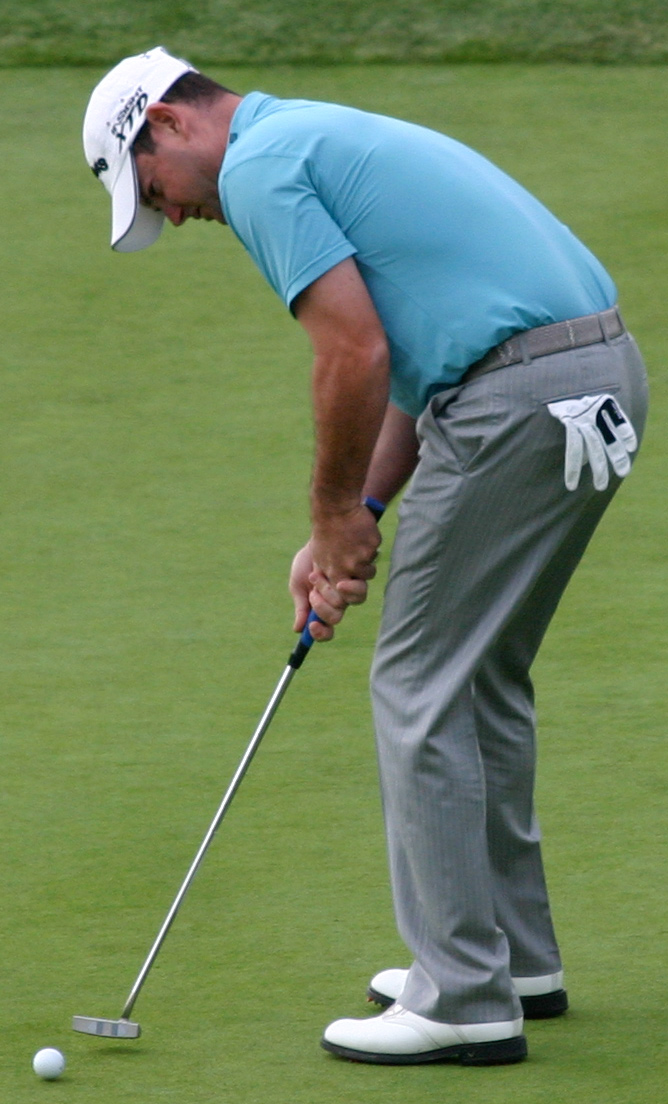
US Open 2008

Rory Sabbatini (Durban, 2 april 1976) is een golfprofessional uit Zuid-Afrika. 
Sabbatini studeerde aan de Universiteit van Arizona en woont met zijn vrouw en twee kinderen in Southlake (Texas).

## Professional
Hij werd in 1998 professional en speelt sinds 2005 op de Amerikaanse PGA Tour. Hij rijdt meestal met een bus, vergezeld door zijn gezin, naar de toernooien. Een deel van zijn prijzengeld geeft hij aan fondsen die gewonde militairen en hun gezinnen ondersteunen. 
In 2007 won hij bijna de Masters maar Zach Johnson bleef hem voor. Ook werd hij tweede bij de WGC-Bridgestone Invitational. Hij eindigde op de 4de plaats van de Amerikaanse FedExCup.

In 2009 speelde hij naast 25 toernooien op de Amerikaanse Tour ook dertien toernooien op de Europese Tour, maar eindigde op de 117de plaats op de Race To Dubai. Eind november vertegenwoordigt hij Zuid-Afrika op de World Cup met Trevor Immelman, met wie hij de Cup in 2003 won.

### Gewonnen

#### Amerikaanse Tour
- 2000: Air Canada Championship
- 2003: FBR Capital Open
- 2006: Nissan Open
- 2007: Crowne Plaza Invitational at Colonial
- 2009: HP Byron Nelson Championship
- 2011: The Honda Classic

### Teams
- World Cup: 2002, 2003 (winnaars), 2004, 2006, 2008, 2009
- Presidents Cup: 2007